# إوالوت
إوالوت أو يواروت كان كبير كهنة آمون في طيبة وقائدًا عسكريًا خلال فترة حكم الملكين أوسركون الأول (حكم من 922–887 قبل الميلاد) وتاكيلوت الأول (حكم من 885–872 قبل الميلاد) من الأسرة الثانية والعشرين.

## السيرة الذاتية
بصفته ابنًا لأوسركون الأول، كان إوالوت شقيقًا لسلفه ششنق ج، وخلفه سمندس الثالث، والملك المعاصر له تاكيلوت الأول.
أول ذكر لإوالوت كان على ما يُسمى "لوحة الحق الملكي" أو "لوحة الهبة"، ومن خلاله يُعرف أن إوالوت كان شابًا في السنة العاشرة من حكم أوسركون الأول. يظهر اسمه لاحقًا بصفته كبير كهنة آمون على نص مقياس النيل في الكرنك (رقم 16)، والذي يعود إلى السنة الخامسة لملك غير معروف. اقترح عالم المصريات الاسكتلندي كينيث كيتشن أن هذا الملك لم يكن يمكن أن يكون أوسركون الأول، لأنه كان يعني أن إوالوت كان بالفعل "كبير الكهنة" و"قائد الجيش الجنوبي" في سن مبكرة جدًا؛ رأى كيتشن أن الملك المجهول هو تاكيلوت الأول، وبالتالي كان إوالوت في حوالي الأربعين من عمره عندما تم تعيينه بهذه الألقاب. ذُكر في "لوحة الحق الملكي" أن الحد الشمالي لنطاق سلطته كقائد عسكري كان مقاطعة أسيوط.
يظهر اسم إوالوت أيضًا في نصين آخرين من نصوص مقياس النيل (رقم 20 و21)، ولكن تم حذف اسم وسنة حكم الملك بشكل متعمد، ومع ذلك، من المرجح أن يكون الملك هو تاكيلوت الأول مرة أخرى. قد تشير هذه الممارسة، التي استمرت مع شقيق إوالوت وخليفته سمندس الثالث، إلى نوع من النزاع في الصعيد على الخلافة بعد وفاة أوسركون الأول، مما قد يعني أن الكاهنين لم تكن لديهما فرصة لاتخاذ موقف لصالح شقيقهما.
خلفه سمندس الثالث في حوالي منتصف حكم تاكيلوت.

### العائلة

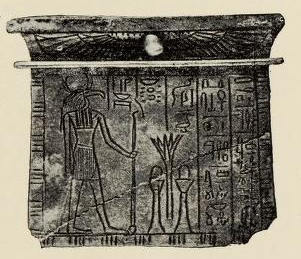
صديرية واساكاواسا، ابن إوالوت

إضافة إلى إخوته المذكورين سابقًا، يُعرف بعض أقارب إوالوت الآخرين.
 على شاهد قبره في طيبة (المتحف البريطاني رقم 1224)، يظهر مع زوجته تادينيتينباست، والتي تُدعى هنا "أخت"، وهما يتعبدان لرع حور آختي. يُعرف ابنه واساكاواسا من صديرية مهداة إلى تحوت، رب الأشمونين (متحف بيتري UC13124)، رغم أنه لم يصبح أبدًا كبير كهنة مثل والده. كما يُعرف أن له ابنة تدعى جد-إسي-إس-عنخ وابن آخر يُدعى خعمواست، ذُكر في "لوحة الحق الملكي" باعتباره المستفيد من ممتلكات والده في طيبة.